# Vuelo 738 de Northwestern Air
El 23 de enero de 2024, el Vuelo 738 de Northwestern Air, un Jetstream 32, fletado por Rio Tinto Group para transportar a los mineros desde Fort Smith a la mina de diamantes Diavik, ubicada a unos 300 km (190 millas) al noreste de Yellowknife, se estrelló poco después de despegar, a 1200 m (3900 pies) de la pista cerca del aeropuerto de Fort Smith, matando a 6 de los 7 pasajeros y tripulantes. El único sobreviviente fue llevado al Centro de Salud de Fort Smith y luego fue trasladado vía aérea al Hospital Territorial Stanton en Yellowknife para recibir tratamiento adicional.

## Aeronave
La aeronave involucrada en el accidente era un British Aerospace Jetstream 32-S12-Jetstream Super 31, con número de serie 929 y registrado como C-FNAA, fabricado por British Aerospace en 1991. La aeronave había sufrido un incidente previo el 1 de abril de 2019 donde se salió de la pista mientras aterrizaba en Fort Chipewyan, Canadá.

## Accidente
El vuelo 738 estaba programado para despegar desde el Aeropuerto de Fort Smith, Fort Smith hacia el Aeropuerto de las Minas de Diamantes de Diavik, Yellowknife.
Poco después de despegar de la pista 30 del Aeropuerto Fort Smith, la aeronave alcanzó una altitud máxima de 140 pies y una velocidad terrestre de 160 nudos, luego entró en un descenso brusco y en picada, chocando contra árboles a unos 938 m de la pista y se estrelló a 1265 m del final de la pista y 98 m a la izquierda de la línea central. Después del choque, se produjo un extenso incendio posterior, que destruyó el 80% de los restos. El único sobreviviente fue expulsado de la aeronave durante la secuencia del accidente y sufrió heridas leves.

## Investigación
La investigación está a cargo de la Junta de Seguridad en el Transporte de Canadá (TSB). La TSB envió un equipo de expertos, que incluía al investigador principal Jeremy Warkentin, para investigar la causa del accidente. Los investigadores recuperaron tanto la el CVR como el FDR de la aeronave. Durante abril de 2024, se publicó un informe preliminar que confirmaba lo que se sabía hasta el momento y se revelaron  cuáles eran las condiciones en el momento en que la aeronave accidentada intentó despegar.